# Ivan Meštrović

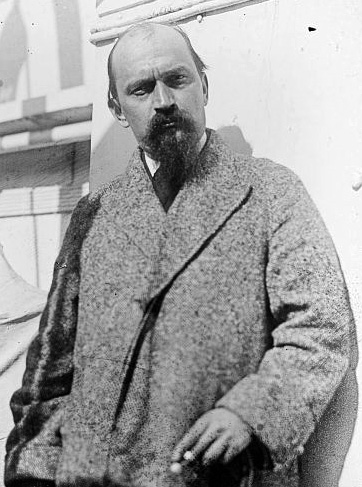
Ivan Meštrović in Zagreb (1928)

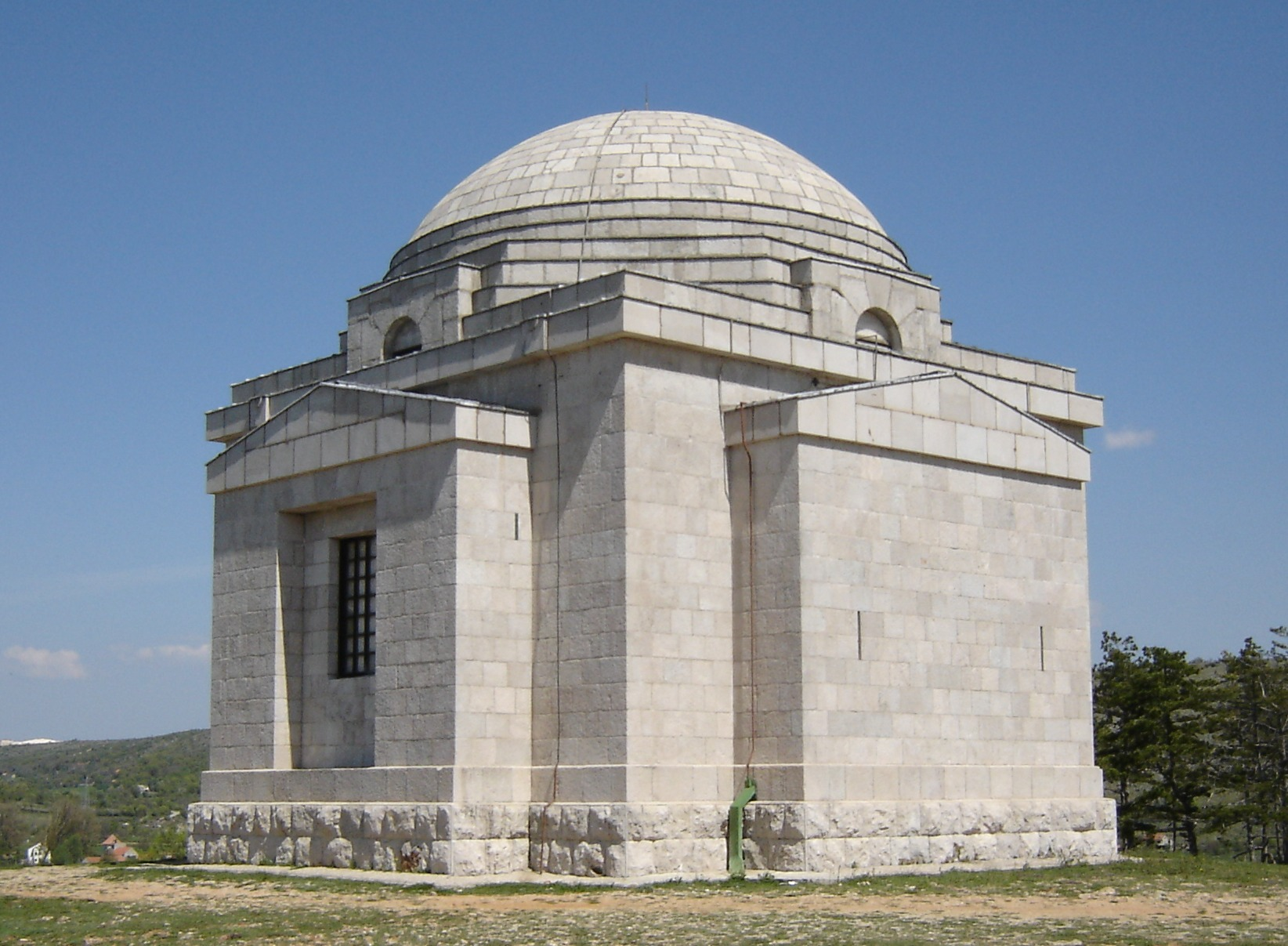
Mausoleum des Ivan Meštrović in Otavice

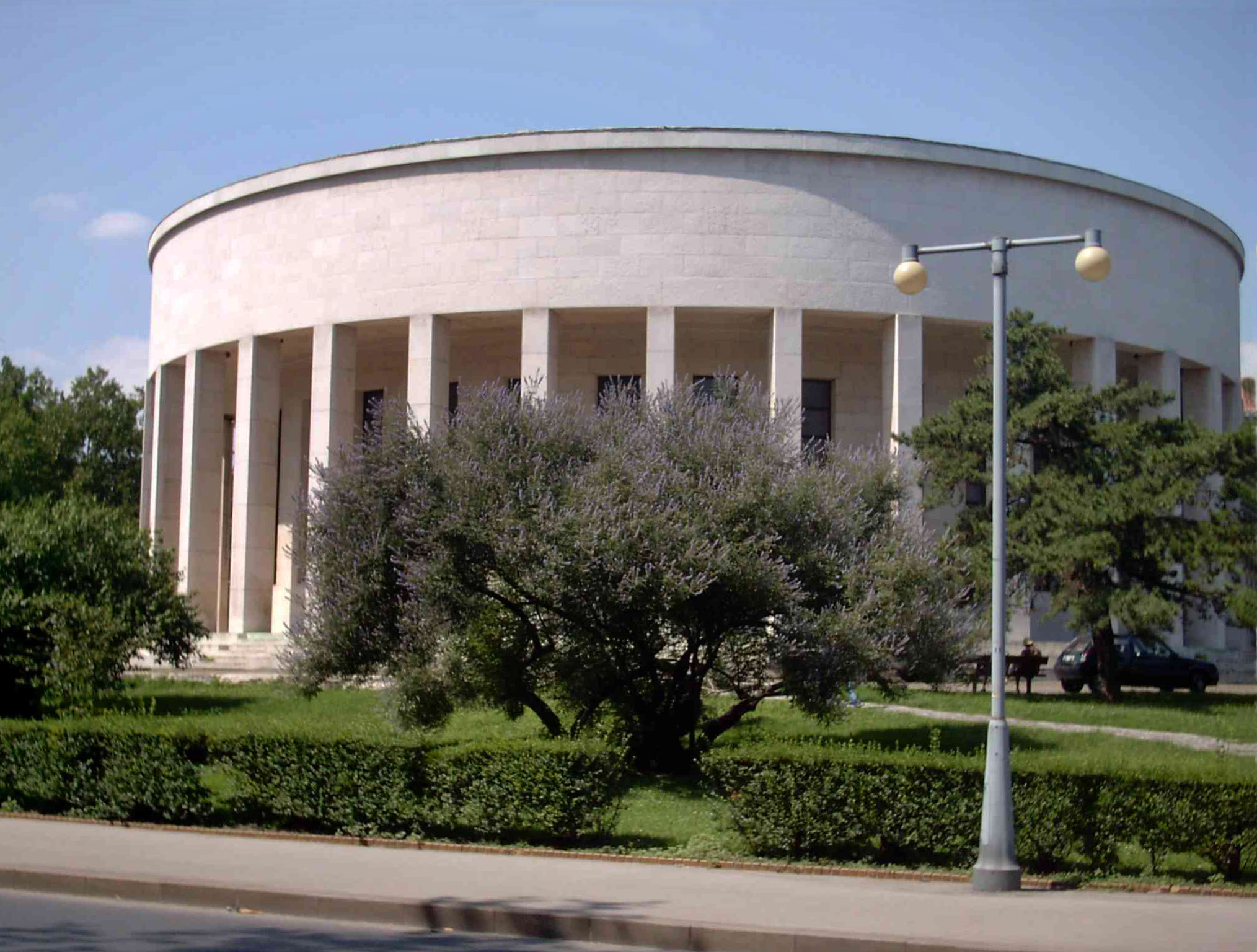
Heim kroatischer bildender Künstler, im Jahr 1938 von Ivan Meštrović in Zagreb geschaffen

Ivan Meštrović (Ausspracheⓘ) (* 15. August 1883 in Vrpolje, Königreich Kroatien und Slawonien, Österreich-Ungarn; † 16. Januar 1962 in South Bend, Indiana, USA) war ein kroatischer Bildhauer und Architekt. Er war Professor der Bildhauerei an der University of Notre Dame in South Bend, Indiana.

## Leben
Ivan Meštrović wurde in der Eisenbahnstation Strizivojna nahe der Ortschaft Vrpolje in Slawonien geboren. Seine Eltern Ivan Meštrović-Gabrilović und Marta Kurobasa befanden sich gerade in Slawonien zur Maisernte. Gleich nach der Geburt fuhren die Eltern von Ivan Meštrović zurück in das Dorf Otavice nahe Drniš, in dem Ivan Meštrović seine Kindheit verbrachte.
Nach seinem Studium in den Jahren 1907 bis 1909 an der Kunstakademie Wien, wo er den Stil der Wiener Secession kennenlernte, lebte Meštrović einige Jahre in Paris. Zwischen den beiden Weltkriegen lehrte er als Kunstprofessor an der Kunstakademie Zagreb. In dieser Zeit schuf er unter anderem das Strossmayer-Denkmal in Zagreb, das Denkmal Grgur Ninski in Split und das Indianer-Denkmal in Chicago.
Im Zweiten Weltkrieg wurde er nach der italienischen Okkupation verhaftet und monatelang in Zagreb in Einzelhaft gefangen gehalten. Schließlich konnte er mit seiner Frau und zwei Söhnen via eine Zwischenstation in Rom nach Genf in der Schweiz weiterreisen. Im Jahr 1947 emigrierte Meštrović in die USA. 1956 wurde er in die American Academy of Arts and Letters gewählt. Bereits seit 1949 war er assoziiertes Mitglied der Königlichen Akademie von Belgien.
Meštrović werden starke Beeinflussungen der Strömungen der europäischen und nordamerikanischen Künste zugeschrieben. Selbst angeregt vom Pariser Expressionismus und der Wiener Secession, tragen seine Werke Züge der attischen Völker und der Renaissanceskulpturen des Michelangelo, zugleich stärkt er aber auch die Tradition seines eigenen Volkes.
Die Galerie Meštrović (Palast und Kastellan) in Split und das Atelier Meštrović in Zagreb beherbergen eine Vielzahl seiner Arbeiten. Die Marmor-Reliefarbeit „Das Mädchen von Kosovo“ (1908) im Volksmuseum Belgrad wurde auf dem alten jugoslawischen 50-Dinar-Schein (um 1980) abgebildet.
Das Grab von Ivan Meštrović befindet sich etwa zehn Kilometer vom südkroatischen Ort Drniš entfernt auf einem Hügel im Dorf Otavice. Neben Meštrović befinden sich im Mausoleum auch die sterblichen Überreste seiner Familienangehörigen.

## Werk

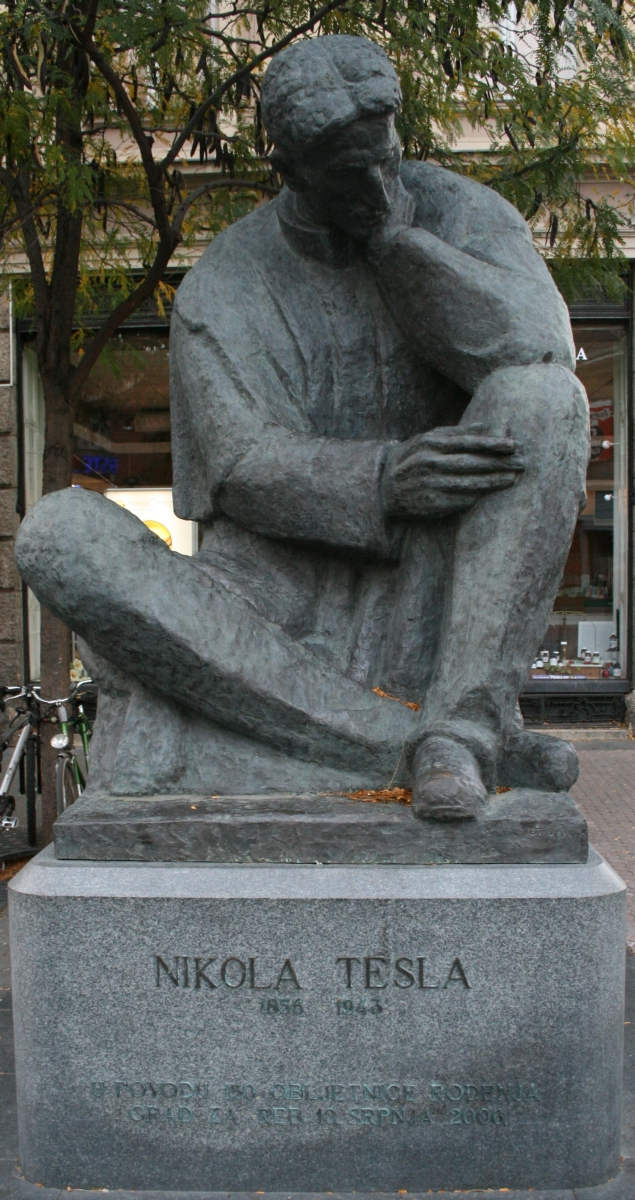
Denkmal für Nikola Tesla

Zu seinen bedeutendsten Werken zählen:
- Der Brunnen des Lebens, Zagreb (1912)
- The Bowman und The Spearman, Chicago (1927)[4]
- Pobednik (Der Sieger), Belgrad (1928)
- Denkmal des Dankes an Frankreich, Belgrad (1930)
- Geschichte der Kroaten (Povijest Hrvata), Zagreb (1932)
- Denkmal des Unbekannten Soldaten auf der Avala (1934–1938)
- Das Heim Kroatischer Bildender Künstler, Zagreb (1938)
- Meštrović Mausoleum, Otavice (1926–1930)

## Auszeichnungen
- 1959: Ehrenbürger der Universität Wien
- 1961: Österreichisches Ehrenzeichen für Wissenschaft und Kunst

## Abbildung
- Plastik, ganzseitige Abb.: Nationales Symbol der Ustascha, in: Illustrirte Zeitung, J. J. Weber, Leipzig. 2. Halbjahr 1941, 98. Jahrgang